# Compsodrillia duplicata
Compsodrillia duplicata es una especie de gastrópodo del género Compsodrillia, perteneciente la familia Turridae.